# Ludwik Ochman
Ludwik Ochman (ur. 24 sierpnia 1938 w Krakowie, zm. 12 sierpnia 2013 tamże) – polski bokser, mistrz Polski.

## Życiorys
Był mistrzem Polski kategorii półśredniej (do 7 kg) w 1959 oraz brązowym medalistą w tej wadze w 1960.
Odpadł w ćwierćfinale Spartakiady Gwardyjskiej w 1959 w NRD.
Został pochowany na Cmentarzu Podgórskim w Krakowie (kwatera IIa-9-25).

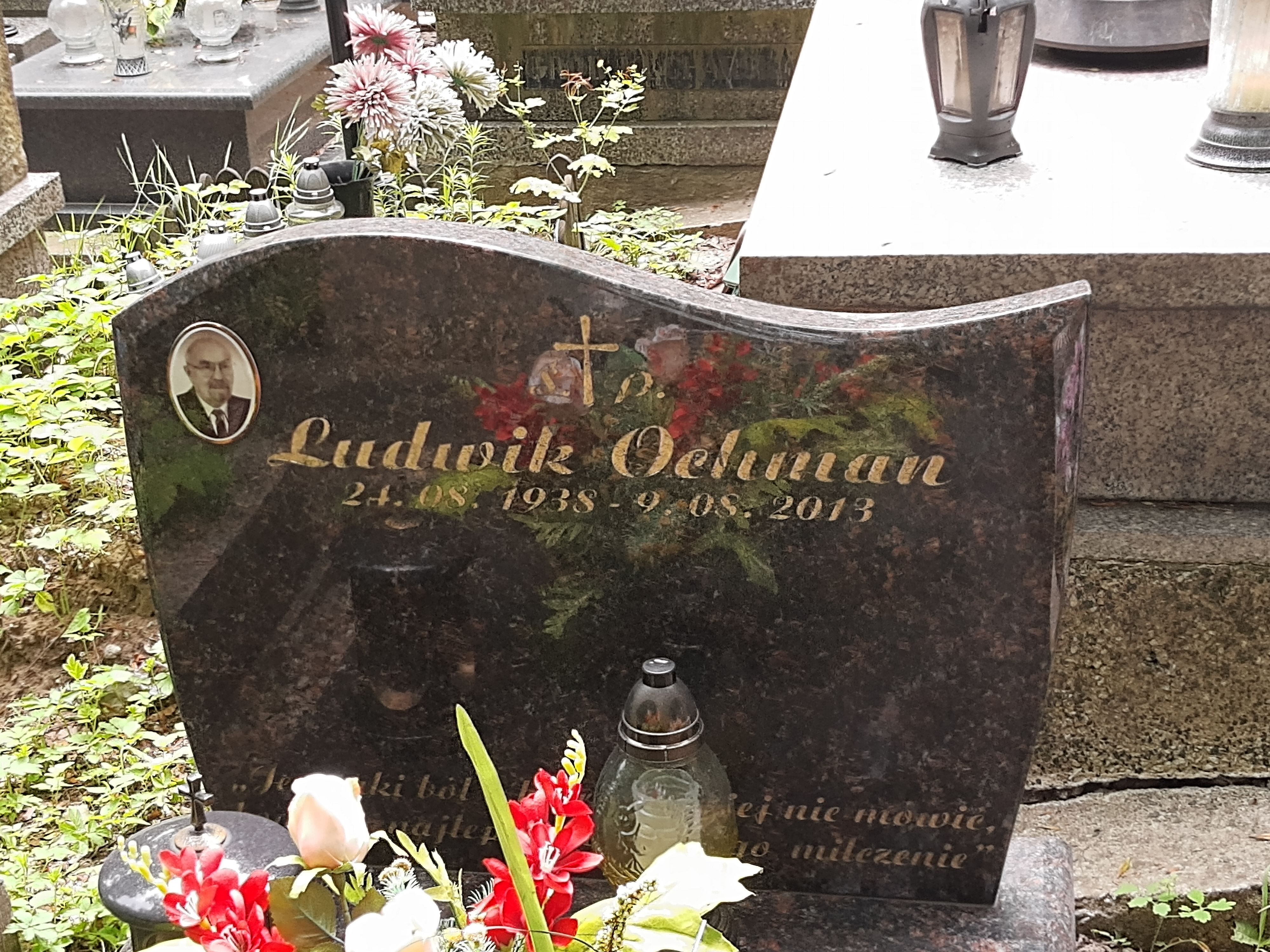
Grób Ludwika Ochmana na Nowym Cmentarzu Podgórskim